# Бьерке, Лине Мария
Ли́не Мари́я Бье́рке (норв. Line Marie Bjerke) — норвежская кёрлингистка.
В составе женской сборной Норвегии участница чемпионата мира 1994 (заняли пятое место). Чемпионка Норвегии среди женщин (1994).

## Достижения
- Чемпионат Норвегии по кёрлингу среди женщин: золото (1994).[2].

## Команды
| Сезон   | Четвёртый        | Третий    | Второй           | Первый            | Запасной   | Турниры           |
| ------- | ---------------- | --------- | ---------------- | ----------------- | ---------- | ----------------- |
| 1993—94 | Ингвилль Гитмарк | Гёрил Бюэ | Эллен Киттельсен | Лине Мария Бьерке | Тереза Бюэ | ЧМ 1994 (4 место) |

(скипы выделены полужирным шрифтом)